# Oskar Maria Graf
Oskar Maria Graf (Berg, 22 luglio 1894 – New York, 28 giugno 1967) è stato uno scrittore tedesco.
All'inizio scrisse unicamente firmandosi con il nome Oskar Graf. Dal 1918 scrisse articoli per giornali con lo pseudonimo Oskar Graf-Berg. Per le opere che riteneva importanti invece scelse il nome di Oskar Maria Graf.

## Biografia
Nacque come nono figlio del pasticciere Max Graf e della figlia di contadini Therese nata Heimrath a Berg, sul lago di Starnberg, in Alta Baviera. Frequentò dal 1900 la scuola del paese Aufkirchen. Dopo la morte del padre nel 1906 divenne panettiere e lavorò nel panificio che suo fratello Max aveva ereditato dal padre.
Nel 1911, a causa di violenze subite dal fratello Max, fuggì a Monaco di Baviera nella speranze di intraprendere la carriera di poeta. Frequentò i circoli bohèmienne del quartiere di Schwabing a Monaco e cercò di tenersi a galla con lavori saltuari come liftboy oppure postino. Negli anni 1912-1913 visse come vagabondo nel Canton Ticino e in Nord Italia, accompagnato dal pittore Georg Schrimpf, con il quale strinse una amicizia che lo accompagnerà per tutta la vita. Per un certo periodo entrambi lavorarono presso Karl Gräser nella comunità del Monte Verità.
Il 1º dicembre 1914 venne richiamato al servizio militare. Nel 1915 combatté con una divisione bavarese in Prussia orientale e in Lituania. In questo periodo la rivista Die Freie Straße pubblicò per la prima volta un suo racconto. Nel 1916 Graf venne punito per aver rifiutato un ordine militare e venne messo in un ospedale mentale; dopo 10 giorni di sciopero della fame fu esonerato dal servizio militare.
Nel 1917, seguendo il consiglio del suo amico artista Jacob Carlo Holzer, decise di aggiungersi un secondo nome: Maria.
Il 26 maggio 1917 sposò Karolina Brettling. L'anno seguente nacque la loro figlia Annamarie. La coppia si separò nello stesso anno. Graf definì quell'unione come "brutta dall'inizio"; la figlia fu allevata dalla madre di Graf. Il matrimonio venne sciolto ufficialmente solamente nel 1944.
Lo stesso anno Oskar Maria Graf venne arrestato per aver partecipato a uno sciopero di lavoratori in una fabbrica di munizioni. Nel 1919 venne nuovamente arrestato per aver partecipato a incontri rivoluzionari a Monaco.
Nel 1919 cominciò la convivenza con l'ebrea Mirjam Sachs. I due si sposarono il 2 ottobre 1944.
Dal 1920 Oskar Maria Graf lavorò come drammaturgo presso il teatro "Die neue Bühne", fino a raggiungere, con la sua opera autobiografica Noi siamo prigionieri, il successo letterario che gli rese possibile la vita di libero scrittore.
Il 17 febbraio 1933 si trovava a Vienna per presentare il suo libro. Questo divenne l'inizio del suo esilio volontario: siccome i suoi libri non erano tra quelli banditi dai nazisti, anzi la loro lettura fu addirittura consigliata dal regime, il 12 maggio 1933 pubblicò sul "Giornale del lavoratore" a Vienna la seguente lettera, chiedendo che i suoi libri venissero messi al bando dal regime:
L'anno seguente, nel 1934, i suoi libri vennero bruciati nel cortile interno della università di Monaco di Baviera in un falò organizzato appositamente per le opere di Graf, le quali furono vietate, e allo scrittore, il 24 marzo, venne tolta la cittadinanza.

## Opere
- Die Revolutionäre (1918), poesie
- Amen und Anfang (1919), poesie
- Frühzeit (1922), racconti di giuventù
- Ua-Pua! (1921), poesie di indiani d'America, con 30 disegni di Georg Schrimpf
- Maria Uhden (1921), ricordo di una pittrice
- Zur freundlichen Erinnerung (1922), novelle sociali
- Bayrisches Lesebücherl (1924)
- Die Traumdeuter (1924), racconti
- Die Chronik von Flechting (1925), romanzo
- Finsternis (1926), sei racconti di paese
- Wunderbare Menschen (1927), cronaca e autobiografia
- Wir sind Gefangene (1927)
- Licht und Schatten (1927), favole sociali
- Bayrisches Dekameron (1928), racconti
- Die Heimsuchung (1925), romanzo
- Im Winkel des Lebens (1927), racconti
- Kalendergeschichten. Storie di città e paese (1929)
- Das proletarische Schicksal (1929)
- Bolwieser (1931), romanzo
- Notizbuch des Provinzschriftstellers Oskar Maria Graf (1932), satire, ISBN 3-935877-49-8
- Einer gegen alle (1932), romanzo
- Dorfbanditen (1932)
- Der harte Handel (1935), romanzo
- Der Abgrund (1936) romanzo
- Anton Sittinger 1937 romanzo
- Der Quasterl (1938), storie contadine
- Das Leben meiner Mutter (1940)